# Reserva natural Pehuen Có-Monte Hermoso
La Reserva Natural Pehuen-Có - Monte Hermoso es un área natural protegida provincial ubicada en los partidos Coronel Rosales y Monte Hermoso, en la costa sur de la Provincia de Buenos Aires, Argentina, catalogada como «Reserva Geológica, Paleontológica y Arqueológica».
Es una APCM (área protegida costero marina), formando parte del SIAPCM (Sistema Interjurisdiccional de Áreas Protegidas Costero Marinas). 
Fue creada el 9 de noviembre de 2005 por Ley n.º 13 394.
En agosto de 2014 fue declarada «Lugar Histórico Nacional» por la comisión de cultura de la Cámara de Diputados.

## Características
Tiene una superficie de 2000 ha. El paisaje es el típico de la costa bonaerense, dunas activas costeras y por detrás de ellas dunas vegetadas que alternan con bajos interdunales y pequeños cuerpos de agua temporales.
La combinación de factores como la humedad, los vientos, la disponibilidad de nutrientes y la estabilidad del sustrato, genera una amplia variedad de ambientes para la vegetación. En cuanto a las aguas marinas de la zona de Monte Hermoso se encuentran, pese a su latitud, entre las más cálidas del Mar Argentino.

### Flora
Se presentan estepas de Spartina ciliata, con unquillo, paja cortadera, clavelillo, Senecio quequensis, Calycera crassifolia y Neosparton ephedroides; estepas de gramínea Poa lanuginosa, estepas mixtas de Aristida spegazzinii, Schizachyrium spicatum, Baccharis divaricata y marcela o vira-vira. 
También hay matorrales de brusquilla, molle blanco, romerillo (Senecio subulatus), Margyricarpus pinnatus, llantén peludo, flámula (liana) y sulupe grande, endémica de Argentina. En los pastizales se encuentran gramíneas como Imperata brasiliensis, Polypogon imberbis y herbáceas como Oenothera mollisima, Glycyrrhiza astragalina y romero amarillo. 
En los bajos interdunales hay totorales, cortaderales de hierba de las Pampas y muñequita de agua, y juncales de Juncus tenuis, Eleocharis macrostachya, junco espinoso y tule o espadaña.

### Fauna
Aves
La zona es hábitat de una gran variedad de aves, entre ellas: tero, verdón estriado (Embernagra platensis), 
pico de plata, loica común, pecho amarillo, monjita blanca, ñandú; entre las rapaces: carancho, chimango y milano blanco; aves playeras migratorias: playerito rabadilla blanca, playerito blanco.
Mamíferos
Hay roedores del género Ctenomys (tucu-tucu), lagartijas, peludos y mulitas.
Especies endémicas
El roedor cavícola tucu-tucu de las dunas y la lagartija de las dunas (Liolaemus multimaculatus) son especies endémicas de las dunas de Buenos Aires, la segunda catalogada como vulnerable en Argentina.

## Valor arqueológico
En la reserva hay zonas de yacimientos de fósiles e icnitas  del Holoceno que afloran en la playa dos veces al día por el movimiento de las mareas. Son sedimentos estratificados de láminas de arcilla y arena que constituían el borde de una laguna hoy desaparecida -zona con vestigios del paso de indígenas cazadores y recolectores- conteniendo diversos restos fósiles especialmente huellas fósiles o icnitas. 
En 1978 el Dr. Acuña de Coronel Dorrego descubrió una rastrillada (secuencia de huellas impresas) atribuible al Scelidotherium, huellas que fueron descritas por el antropólogo Rodolfo Casamiquela en 1983 quien las denominó Acuñaichnus dorregoensis en homenaje su descubridor. 
La paleontóloga y geóloga Teresa Manera fue reconocida en París en 2004 con el Premios Rolex a la Iniciativa por las tareas de preservación de los fósiles que realiza desde hace años. El dinero recibido lo utilizó para hacer moldes de las huellas prehistóricas y cederlas a un museo.
En 2008 el paleontólogo estadounidense Niles Eldredge, curador del Museo Americano de Historia Natural de Nueva York y uno de los evolucionistas más importantes del mundo, recorrió los sitios donde Darwin encontró restos fósiles. Eldredge es responsable de la mayor exhibición sobre el trabajo del creador de la teoría de la evolución y afirma que fue durante su estadía en la zona sudoeste de Buenos Aires cuando comenzó a gestar la teoría de la evolución.

### Áreas
- Área 1: yacimientos de «Playa del Barco» y «Farola Monte Hermoso».

«Playa del Barco» está ubicada a 1 km de Pehuen-Có, con huellas de megafauna extinguida (gliptodontes, mastodontes y tigres diente de sable) y de especies actuales; y «Farola Monte Hermoso» (con otras denominaciones en diferentes épocas como «Barrancas de Monte Hermoso» y «Las Rocas»), ubicada a 15 km de Pehuen-Có; en sus acantilados se observan fósiles de vertebrados de entre 3 y 5 millones de años. Fue el lugar en el que entre los años 1832 y 1833 Charles Darwin descubrió y realizó estudios geológicos y paleontológicos, luego Bravard en 1857 y Florentino Ameghino en 1887. 
- Área 2: yacimiento de paleoicnitas.

Ubicado a 1 km al este de Pehuen-Có, bajo la arena de las playas y las dunas se descubrió en 1986 un conjunto de paleoicnitas -huellas y rastros fosilizados de animales prehistóricos- entre las que se puede distinguir pisadas de gliptodontes, megaterios, macrauquenias y variadas aves, especies del pleistoceno tardío (12 000 años). En 2007 se hallaron restos de scelidotherium, especie de perezoso gigante.
- Área 3: «Monte Hermoso 1», «La Olla I» y «La Olla II».

«Monte Hermoso 1» (más conocido como «El pisadero»), a 6 km del centro de la ciudad, es el lugar donde quedaron registradas centenares de pisadas humanas de unos 7000 años. «La Olla I» descubierto en 1983 por Vicente Di Martino, fundador y director del Museo de Ciencias Naturales Vicente Di Martino de Monte Hermoso, y «La Olla II», descubierta en 1995, cuando el movimiento de las arenas litoraleñas lo dejaron a la vista, son los lugares donde se encontraron huesos de animales (lobo marino, guanaco y venado), caracoles marinos, valvas, fragmentos de huevos de ñandú, restos vegetales e instrumentos de piedra, hueso y hasta un objeto de madera decorado,  de unos siete mil años de antigüedad. Este museo tiene muestras fotográficas de los sitios arqueológicos además de restos de megamamíferos que habitaron la zona.

## Amenazas
En verano comienza la actividad turística en la zona, que sin el control adecuado conlleva el riesgo de que existan efectos nocivos sobre el paisaje, como los vehículos todo terreno que producen destrucción de los registros fósiles y, en general, actos de vandalismo sobre los fósiles en cualquier época del año.

## Acciones
Ordenanza n.º 1668/86.
En el partido de Coronel Rosales existe una ordenanza sancionada en 1986 y promulgada por decreto n.º 294/86 que prohíbe la extracción de fósiles y elementos arqueológicos y antropológicos en su jurisdicción. También prohíbe la extracción de tosca, canto rodado o cualquier tipo de suelo, y las construcciones que impliquen realizar excavaciones.
Refugio del Sudoeste.
Refugio del Sudoeste es una asociación civil sin fines de lucro creada en 2009 con el objetivo de mantener, proteger y divulgar los valores patrimoniales, naturales, geológicos, paleontológicos y arqueológicos de la reserva. Además de promover el cuidado de la zona organizan jornadas de limpieza de playas, que también se han sumado a la campaña internacional «A limpiar el Mundo» (Clean Up the World).
Guardaparques.
Los guardaparques organizan jornadas de limpieza de playas invitando a la comunidad a participar. 

### Proyectos
Patrimonio de la Humanidad.
En marzo de 2010 se conformó una mesa de trabajo para lograr que la reserva sea reconocida por la Unesco como Patrimonio de la Humanidad Cultural y Natural. La integran José Molina, titular del OPDS (Organismo Provincial para el Desarrollo Sostenible), Néstor Starc, intendente de Coronel Rosales, Alejandro Dichiara, intendente de Monte Hermoso, la Universidad Nacional del Sur, la Universidad Nacional de La Plata, la Universidad Nacional del Centro, el Museo Darwin, el Museo de Monte Hermoso, la Dirección de Parques nacionales y la Base Naval Puerto Belgrano, contando con el apoyo del gobernador Daniel Scioli.